# Laevimenes morbillosus
Laevimenes morbillosus är en stekelart som beskrevs av Giordani Soika 1978. Laevimenes morbillosus ingår i släktet Laevimenes och familjen Eumenidae. Inga underarter finns listade i Catalogue of Life.